# Парадокс Бейля
Парадокс Бейля (англ. Bayle's paradox) — сформулированное мыслителем XVIII века П. Бейлем утверждение о том, что функционирование социально-политических институтов и соблюдение требований нравственности может в обществе атеистов находиться на очень высоком уровне (даже более высоком, чем в обществе, проникнутом религиозными верованиями). Название «Парадокс Бейля» дал этой гипотезе Монтескьё, её не поддерживавший.